# Río Lebrija
 (octobre 2013).
Le río Lebrija est une rivière de Colombie et un affluent du río Magdalena.

## Géographie
Le río Lebrija prend sa source sur le versant ouest de la cordillère Orientale, près de Bucaramanga, dans le département de Santander. Il coule ensuite vers le nord-ouest avant de rejoindre le río Magdalena à la limite entre les départements de Cesar, Bolívar et Santander.
Sur la fin de son cours, le río Lebrija sert de frontière naturelle entre les départements de Cesar et Santander.